# Provinz Ouled Djellal
Ouled Djellal (arabisch ولاية أولاد جلال, DMG Wilāyat Aulād Ǧallāl) ist eine Provinz (wilaya) im östlichen Algerien. Provinzhauptstadt ist Ouled Djellal.
Die im Dezember 2019 neu geschaffene Provinz war zuvor Teil der Provinz Biskra. Sie liegt in der Sahara und grenzt an folgende Provinzen: M'sila im Norden, Biskra und El M'Ghair im Osten, Ouargla im Süden und Djelfa im Westen.
Mit 174.219 Einwohnern (Stand 2008) auf 11.410 km² ist sie relativ dünn besiedelt, die Bevölkerungsdichte beträgt rund 15 Einwohner pro Quadratkilometer.

## Kommunen
In der Provinz liegen folgende Kommunen als Selbstverwaltungskörperschaften der örtlichen Gemeinschaft:
- Besbes
- Ech Chaiba
- Doucen
- Ouled Djellal
- Sidi Khaled
- Ras El Miaad

## Nachweise
1. ↑  Journal Officiel de la Republique Algerienne Democratique et  Populaire - Conventions et Accords Internationaux - Lois et Decrets Arretes, Decisions, Avis, Communications et Annonces (Traduction Française) Nr. 78 des 58. Jahrganges vom 18. Dezember 2019 (PDF); abgerufen am 2. Mai 2020
2. ↑  Algeria Press Service vom 27. November 2019: Ten administrative districts promoted into provinces with full prerogatives; abgerufen am 2. Mai 2020
3. ↑  Badreddine Yousfi: Les territoires sahariens en Algérie. Gouvernance, acteurs et recomposition territoriale, abgerufen am 14. August 2020